# Legrandia concinna
Legrandia concinna är en myrtenväxtart som först beskrevs av Rodolfo Amando Philippi, och fick sitt nu gällande namn av Eberhard Max Leopold Kausel. Legrandia concinna ingår i släktet Legrandia och familjen myrtenväxter. Inga underarter finns listade i Catalogue of Life.